# Friedrich von Gagern (Politiker)
Friedrich Balduin Freiherr von Gagern (* 9. Juni 1842 (nach anderen Quellen: 4. Juni 1842) in Monsheim; † 5. Januar 1910 auf Schloss Neuenbürg bei Weisendorf in Bayern) war Gutsbesitzer und Mitglied des Deutschen Reichstags.

## Leben
Gagern war der älteste Sohn von Heinrich von Gagern, dem ersten Präsidenten der Frankfurter Nationalversammlung von 1848. Nach dem Besuch des Lyzeums und der Universität in Heidelberg war er bei der k.u.k. Österreichischen Kriegsmarine, wo er als Seeoffizier verschiedene größere Reisen machte. Von 1876 bis 1882 war er Mitglied des Landrats von Oberfranken und von 1884 bis 1892 Mitglied der Bayerischen Abgeordnetenkammer für den Wahlkreis Bamberg.

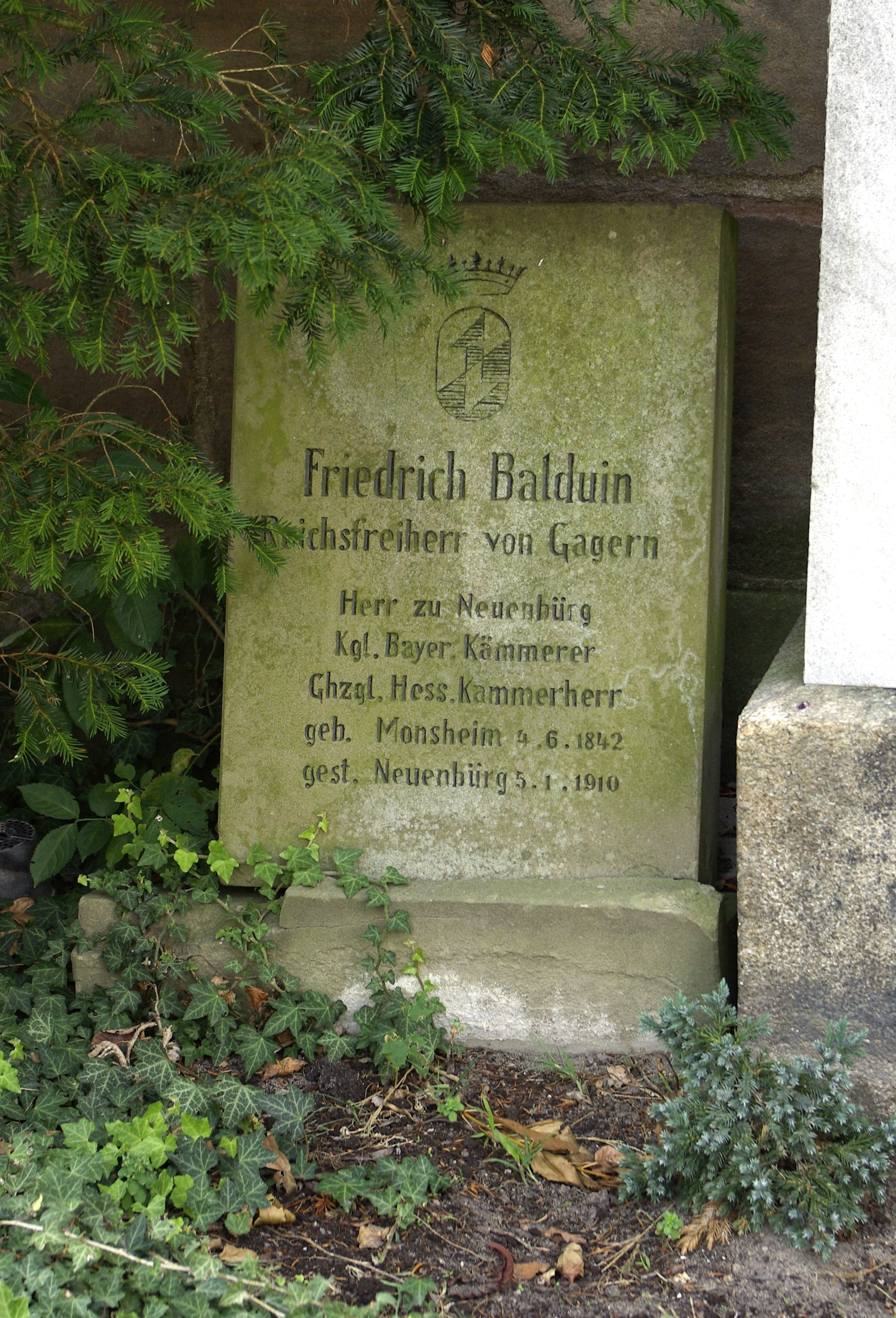
Grabstein von Friedrich Balduin von Gagern in Hannberg

Von 1881 bis 1893 war er Mitglied des Deutschen Reichstags für den Wahlkreis Oberfranken 4 (Kronach, Staffelstein, Lichtenfels, Stadtsteinach, Teuschnitz) und die Deutsche Zentrumspartei.
Der Diplomat Maximilian von Gagern war sein jüngerer Bruder.